# Милослав (гмина)
Милослав (пол. Miłosław) — гмина (волость) в Польше, входит как административная единица в Вжесьнёвский повет, Великопольское воеводство. Население — 10 270 человек (на 2008 год).

## Сельские округа
1. Бяле-Пёнтково
2. Бехово
3. Бугай
4. Хлебово
5. Чешево
6. Гожице
7. Кемблово
8. Козубец
9. Ксёнжно
10. Липе
11. Микушево
12. Нова-Весь-Подгурна
13. Ожехово
14. Палчин
15. Рудки
16. Скотники

## Соседние гмины
1. Гмина Доминово
2. Гмина Колачково
3. Гмина Кшикосы
4. Гмина Нове-Място-над-Вартон
5. Гмина Сьрода-Велькопольска
6. Гмина Вжесня
7. Гмина Жеркув